# Dannenberg
Dannenberg település Németországban, azon belül Alsó-Szászország tartományban. Lakosainak száma 8316 fő (2023. december 31.).

## Népesség
A település népességének változása:
| Lakosok száma | 8413 | 8330 | 8311 | 8200 | 8106 | 8253 | 8316 |
|               | 2011 | 2016 | 2017 | 2019 | 2021 | 2022 | 2023 |